# Géographie du Vietnam
Avec une superficie terrestre totale de 331 698 km2, le Vietnam, ou Việt Nam  (« pays des Việt du Sud ») en vietnamien, État continental et maritime du flanc oriental de la péninsule indochinoise, occupe une position centrale en Asie du Sud-Est (Latitude :15° 54’11.02 N ; Longitude : 105°48’24.09 E), au carrefour des mondes indien et chinois. Baigné par la mer de Chine méridionale, le golfe du Tonkin et le golfe de Thaïlande, le pays s'étire sur 1650 km (à vol d'oiseau) du Nord au Sud et est encadré par la Chine au Nord, le Laos à l'Ouest, et le Cambodge au Sud-Ouest.
Entièrement situé en zone intertropicale, composé aux deux tiers de montagnes et de plateaux, le pays, situé à l’ « angle de l’Asie », marqué par la proximité des tropiques, se trouve également au centre de l’Asie des moussons dont les fortes précipitations, les vents violents et les typhons sont la caractéristique au Vietnam.
État bicéphale, le territoire est organisé autour de deux deltas et de deux capitales : Hanoï, la capitale politique et culturelle du peuple kinh (Việt), Hô Chi Minh-Ville, la capitale économique édifiée en territoire Khmer.
Abritant 54 groupes ethniques sur son territoire (86 % de Kinh), le Vietnam compte, en 2023, 100 millions d'habitants (297 hab./km2 en moyenne) largement concentrés dans les plaines et les deltas.
Au plan économique, depuis 2024, le Vietnam a rejoint le groupe des pays à revenu intermédiaire de tranche supérieure, tandis que la croissance de son PIB a atteint 6,1 % en 2024 selon la Banque mondiale.
Aussi, l'IDH (Indice de Développement Humain) du pays est estimé par l'ONU, en 2021, à 0,703, ce qui le place à la 115e place sur les 191 pays que compte ce classement.

## Physiographie
Les deux tiers du territoire national sont composés de collines, montagnes et hauts plateaux dont l’altitude maximum, qui est aussi celle de la péninsule indochinoise tout entière, atteint 3 143 m au niveau du mont Phan Xi Păng.
Les reliefs que l’on observe aujourd’hui sont le produit de la rencontre entre l’Inde et l’Asie commencée au cours de l’Éocène (entre 56 et 34 millions d’années), ce mouvement tectonique a d’ailleurs largement participé au glissement de la péninsule indochinoise vers le sud-est (le géophysicien Paul Tapponnier nomme ce phénomène le "chasse-neige indien") ainsi qu'au creusement de grandes failles dans lesquelles vont s'installer certains des fleuves les plus importants de la région. C'est par exemple le cas du fleuve Rouge qui prend sa source dans le Yunnan et qui s'écoule dans la zone de failles de l'Ailao Shan (Chine) avant de finir sa course dans le delta éponyme, dans le golfe du Tonkin.
Les mouvements tectoniques sont d'ailleurs toujours actifs, le tremblement de terre de magnitude 9 qui s’est produit à Ðiện Biên Phủ en 1935 en est une illustration. Aussi, le surgissement des eaux, en 1923, d’un volcan au large de Ninh Thuận confirme que le Vietnam est effectivement tectoniquement actif.
La diversité géologique s’exprime à travers une grande variété de paysages, dont certains font la renommée du Vietnam au plan touristique comme par exemple : 
- les alluvions des deux deltas, dont ceux de la pointe de Cà Mau qui avancent d’environ 50 m/an ;
- l’éventail indochinois qui couvre une large partie du nord du pays et qui se prolonge vers le centre (Cordillère Trường Sơn) ;
- les surfaces basaltiques (épanchements de lave datant du Néogène, entre 23 et 2,6 millions d’années) comprises entre le Đồng Nai et la région de Gia Lai (sud du Vietnam) ;
- le massif cristallin de Kon Tum (fin du Permien, entre 299 et 252 millions d’années) ;
- les pics calcaire de la baie de Hạ Long[3] remontant à la sédimentation marine du Paléozoïque (entre 252 et 541 millions d’années) ;
- la grotte karstique de Sơn Đoòng (la plus grande du monde) datant du Paléozoïque ;

Étiré sur plus de 1600 km du nord au sud, la géographie du Vietnam donne à voir une variété de territoires et de paysages.
Terminaison sud-est du massif indochinois, en forme d’éventail orographique découpé par plusieurs axes fluviaux et petites chaînes de montagnes comme la chaîne Hoàng Liên Sơn, les montagnes et collines au sud de la frontière sino-vietnamienne, sont de consolidation ancienne. Les vallées facilitent l’accès au territoire chinois, tandis que la vallée du fleuve Mã connecte le pays au Laos. Difficilement pénétrable, cet espace aux formes molles recouvertes de forêts denses et de savanes est ponctué de gorges profondes, bassins, plateaux calcaires et autres vallées d’orientation Nord-Ouest-Sud-Est (fleuve Rouge, rivière Claire, rivière Noire) jusqu’au delta du très vigoureux fleuve Rouge. Formé il y a 6000 ans et divisé en six unités, le delta du Fleuve Rouge, qui progresse de 100 m/an, abrite à son apex la capitale millénaire du peuple kinh : Hanoï.
En descendant vers le Sud, on atteint la plaine deltaïque la plus étendue de l'Annam, celle du fleuve Ma (province de Thanh Hóa). C’est ici que commence le Centre. Partagée entre une longue bande de basses terres et la cordillère Trường Sơn composée de moyennes montagnes issues des contreforts du plateau tibétain, le centre montagneux, orientée Nord-Ouest-Sud-Est, est recouvert d’une abondante et humide végétation. Cette cordillère, d'une largeur moyenne de 150 km, ne dépasse pas les 2000 m d'altitude et s'effondre abruptement dans les plaines littorales du Centre. Quelques vallées et cols permettent son franchissement, ainsi que les échanges avec le Laos.
Les Hauts Plateaux du Centre constituent un seuil majeur entre le nord et le sud du pays. Cette région de 50 000 m2 culmine à 2598 m et se prolonge en structures basaltiques (plateaux de Kon Tum, de Pleiku, du Đắk Lắk ou de Đà Lạt) avant de perdre en altitude dans sa progression méridionale.
Le sud du pays est surtout marqué par le fleuve Mékong et son delta, tandis que le littoral du Centre-Sud et découpé par un chapelet de petites vallées indépendantes les unes des autres. Dans le delta du Mékong (40 000 km2 en territoire vietnamien), la topographie est plane et le fleuve s'écoule tranquillement en alluvionnant des terres qui accueillent une intense activité rizicole et maraîchère.
Au nord du delta, au bord de la rivière Sài Gòn, sur une terrasse alluviale, a été fondée en 1698 la ville de Sài Gòn, l’actuelle Hô Chi Minh-Ville.

## Les îles
Avec 1 km de côtes pour 100 km2, le Vietnam se situe 1,6 fois au-dessus de la moyenne mondiale en termes de ratio côte/superficie. Les espaces maritimes, longtemps délaissés, sont dorénavant au centre de l’attention de l’État vietnamien qui considèrent les 2720 km2 d’îles en fonction de leur emplacement stratégique et de leurs caractéristiques géo-économiques et démographiques selon un classement en trois types : les îles stratégiques pour la protection et la construction du pays ; les grandes îles présentant des conditions favorables au développement socio-économique ; les îles côtières dotées d'un potentiel de développement lié à la pêche et au tourisme.
Les espaces maritimes du Vietnam comptent plus de 3 000 îles réparties principalement le long de la côte nord-ouest du golfe du Tonkin. Certaines îles côtières importantes se localisent dans les régions du centre et du sud-ouest, tandis que les deux archipels de Hoàng Sa (Paracels, en anglais) et Trường Sa (Spratleys, en anglais), appartiennent respectivement à la ville de Đà Nẵng et à la province de Khánh Hòa. Les quatre provinces et villes relevant directement du gouvernement central qui comptent le plus grand nombre d'îles sont Quảng Ninh avec 2 078 îles (représentant près de 75 % du nombre total d'îles), Haïphong avec 366 îles (plus de 8 %), Kiên Giang avec 159 îles (près de 6 %) et Khánh Hòa avec 106 îles (près de 4 %). Les trois plus grandes îles, d'une superficie de plus de 100 km², sont : Phú Quốc (583 km²), Cái Bàu (190 km²) et Cát Bà (163 km²) ; suivent ensuite sept îles dont la superficie est comprise entre 20 et 100 km² ; 23 îles d’une superficie de 5 à 10 km² ; 51 îlots et récifs d’une superficie de 1 à 5 km² ; le reste étant principalement constitué de récifs de moins de 1 km² chacun. À noter également que la ZEE (Zone économique exclusive) revendiquée du Viêt Nam couvre une superficie de 1 395 096 km2, tandis que la ZEE stabilisée est estimée à 417 663 km2. Traversée par une route maritime majeure où circulent 50 % du fret commercial mondial (en volume), la mer de Chine méridionale, espace stratégique convoité et commandé par six détroits, appelée mer de l’Est (Biển Đông) au Viêt Nam, baigne effectivement le pays et recèle de ressources halieutiques (7 % du PNB vietnamien), et de gisements pétroliers et gaziers. L’espace marin vietnamien peut être divisé en six zones écologiques : le golfe du Tonkin, les côtes du centre, les côtes méridionales du centre du Viêt Nam, les côtes du sud-est, les côtes du sud-ouest, les hautes eaux (autour de l’archipel Hoàng Sa et Trường Sa.

## Climat

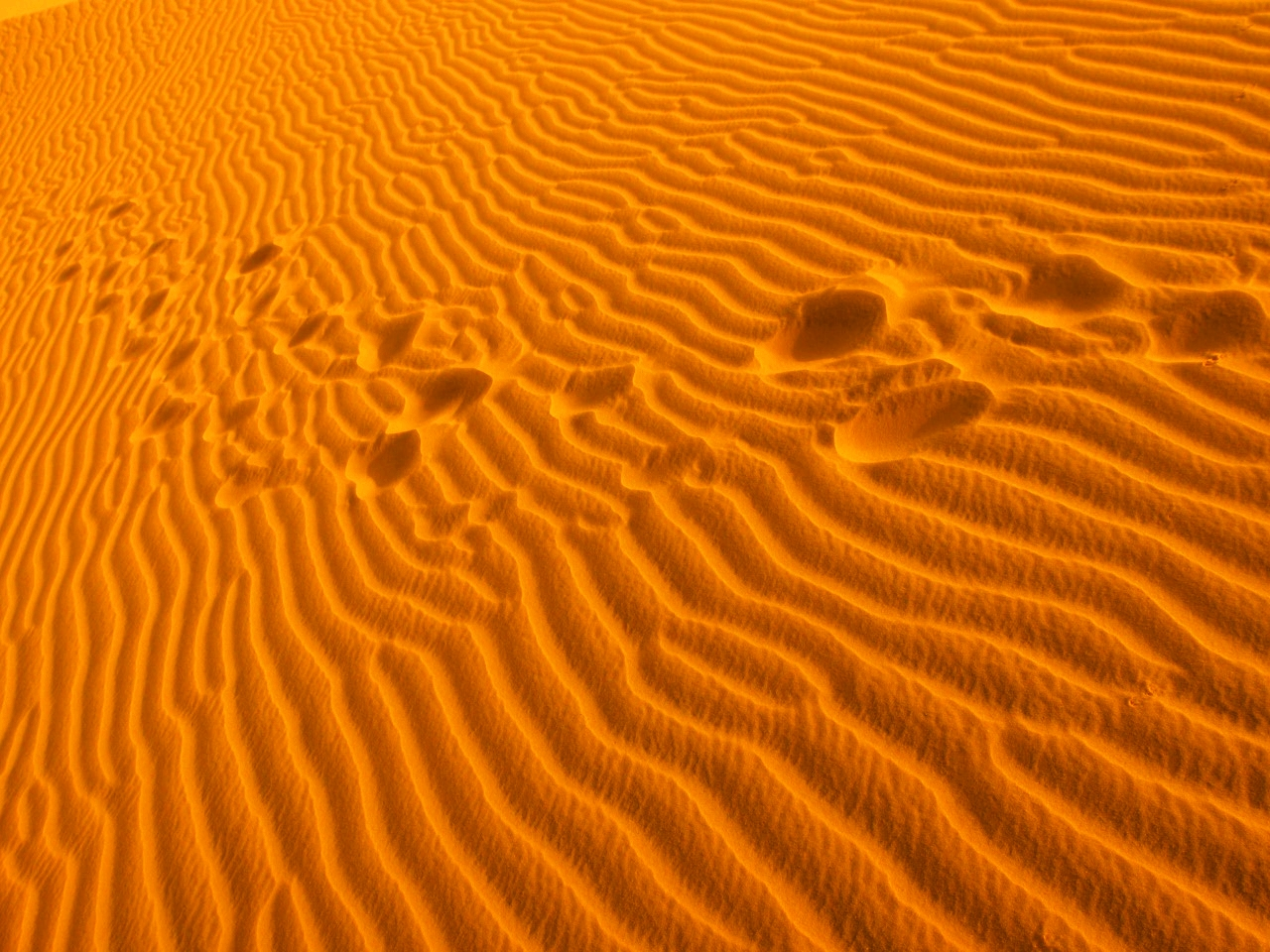
La dune de sable de Mũi Né.

Le nord du pays possède un climat subtropical humide avec des hivers doux et sec et des étés humides, sous l'influence de la mousson. Cependant la période végétative est ininterrompue et le gel y est inconnu. À Hanoï, les températures moyennes pendant l'année varient de 16,5 à 29,2 °C avec une moyenne annuelle de 23,7 °C. Il tombe en moyenne 1676,2 mm de pluies par an.
Le Centre a un climat tropical. C'est la région la plus touchée par la mousson, il y fait très humide et c'est dans cette région qu'il y a le plus de pluies. La saison sèche sévit généralement d'avril à août; elle se caractérise par des jours ensoleillés et des faibles précipitations. La saison des pluies commence en septembre et se finit en mars avec des pluies torrentielles, avec l'arrivée de la mousson et des typhons. Quant aux températures, il y fait chaud toute l'année. À Da Nang, les températures moyennes pendant l'année varient de 21,7 à 29,3 °C avec une moyenne annuelle de 26,3 °C. Pendant la majeure partie de l'année, les températures peuvent facilement dépasser les 30 °C. Il tombe en moyenne 2044,5 mm de pluies par an. Et enfin dans certaines villes, comme Hué, la saison sèche est très peu marquée et les précipitations persistent encore. Il y tombe plus de 3226 mm de pluies par an.
Et enfin le Sud, qui possède un climat tropical à saison sèche et humide plus au moins de même durée correctement réparties. Il y fait chaud toute l'année avec très peu de variations de températures. À Hô-Chi-Minh-Ville, les températures moyennes pendant l'année varient seulement de 26 à 29,2 °C avec une moyenne annuelle de 27,4 °C. Les températures peuvent dépasser facilement et à n'importe quel moment de l'année les 30 °C. La saison sèche va de novembre à avril tandis que la saison des pluies sévit de mai à octobre. Il y tombe en moyenne 1931 mm de pluies par an. L'extrême sud peut être qualifié de climat subéquatorial, en raison de la courte saison sèche et des conditions similaires au climat équatorial.

### Les typhons au Vietnam
Les cyclones tropicaux sont des zones de basse pression atmosphérique caractérisées par des vents tournants. Ils tirent leur puissance de l'évaporation de l'eau de mer et de la chaleur de l'air ascendant qui se recondense et se transforme en nuages .
Les cyclones tropicaux sont classés en dépressions tropicales ou en tempêtes tropicales en fonction de leur intensité. Selon la National Oceanic and Atmospheric Administration (NOAA) des États-Unis, les dépressions tropicales sont des cyclones tropicaux dont le vent de surface maximal soutenu est inférieur ou égal à 33 nœuds (38 mph ou 61 km/h). Au contraire, les tempêtes tropicales sont typiquement des cyclones tropicaux dont les vents maximums soutenus sont supérieurs à 33 nœuds. En outre, lorsque les vents soutenus atteignent au moins 64 nœuds (74 mph ou 119 km/h), les tempêtes tropicales sont appelées typhons (si elles se sont développées dans l'océan Pacifique Nord-Ouest à l'ouest de la ligne de base) ou ouragans (si elles se sont développées dans l'océan Atlantique Nord, l'océan Pacifique Nord-Est à l'est de la ligne de base, ou l'océan Pacifique Sud à l'est de 160°E .
Le Viêt Nam est touché par un typhon au moins une fois par an, tandis que l’intensité du phénomène météorologique a tendance à s’accroître du fait de l’augmentation de la température de l’eau et de l’humidité de l’air. En septembre 2024, les pertes humaines (au moins 197 morts et 128 disparus) et matérielles occasionnées par le passage du typhon Yagi illustrent l’intensification de ces phénomènes climatiques. 
Principaux cyclones ayant frappé le Viêt Nam entre 2018 et 2023
|          | Date          | Vitesse du vent | Vitesse du vent au sol | Diamètre | Pression de l’air |
| Saola    | 23/08-3/09/23 | 248 km/h        | 96 km/h                | 685 km   | Inf. 921 mbar     |
| Talim    | 14-17/07/23   | 130 km/h        | n.d                    | 815 km   | Inf. 971 mbar     |
| Nesat    | 14-20/10/22   | 165 km/h        | 119 km/h               | 1111 km  | Inf. 965 mbar     |
| Noru     | 22-28/09/22   | 256 km/h        | 159 km/h               | 556 km   | Inf. 919 mbar     |
| Chaba    | 29-2/07/22    | 137 km/h        | 133 km/h               | 741 km   | Inf. 969 mbar     |
| Rai      | 13-21/12/21   | 267 km/h        | 185 km/h               | 74 km    | Inf. 915 mbar     |
| Rai      | 11-21/12/21   | 263 km          | 250 km                 | 833 km   | Inf. 915 mbar     |
| Kompasu  | 7-14/10/21    | 106 km/h        | 102 km/h               | 2222 km  | Inf. 975 mbar     |
| Lionrock | 2-10/10/21    | 74 km/h         | n.d                    | 1241 km  | Inf. 991 mbar     |
| Cempaka  | 18-24/07/21   | 139 km/h        | 46 km/h                | 148 km   | Inf. 970 mbar     |
| Cempaka  | 17-25/07/21   | 143 km/h        | 65 km/h                | 482 km   | Inf. 967 mbar     |
| Koguma   | 10-13/06/21   | 65 km/h         | n.d                    | 778 km   | Inf. 996 mbar     |
| Vamco    | 8-16/11/20    | 207 km/h        | n.d                    | 778 km   | Inf. 948 mbar     |
| Molave   | 21-29/10/20   | 189 km/h        | n.d                    | 889 km   | Inf. 940 mbar     |
| Saudel   | 16-26/10/20   | 133 km/h        | 102 km/h               | 889 km   | Inf. 975 mbar     |
| Nangka   | 11-14/10/20   | 87 km/h         | n.d                    | 833 km   | Inf. 990 mbar     |
| Sinlaku  | 29/07-3/08/20 | 83 km/h         | n.d                    | 1667 km  | Inf. 985 mbar     |
| Nakri    | 4-11/11/19    | 120 km/h        | 111 km/h               | 889 km   | Inf. 975 mbar     |
| Wipha    | 29/07-4/08/19 | 102 km/h        | n.d                    | 889 km   | Inf. 983 mbar     |
| Mun      | 1-4/07/19     | 65 km/h         | n.d                    | 1326 km  | Inf. 992 mbar     |

Source : NOAA

## Hydrographie
Le Viêt Nam dispose d'un dense réseau de rivières et canaux. On dénombre en effet 2 360 rivières de plus de 10 km de long et 109 canaux principaux. La taille moyenne des 16 bassins versants est de 2 500 km2. Ceux-ci se localisent à 60 % le long du bassin du Mékong et à 16 % le long du bassin du Thái Bình, au Nord. Ces deux bassins versants, dont la taille totale approche les 1 167 000 km2, sont alimentés à 72 % d’eaux de surface provenant de l’extérieur du Viêt Nam, ce qui, dans le contexte de réchauffement climatique et de pression sur les ressources en eau dans les régions en amont du territoire vietnamien, entraîne des problèmes liés à la quantité et à la qualité des eaux. Enfin, les deux principaux bassins versants comprennent deux grands deltas  : le delta du fleuve Rouge et le delta du Mékong.

## Ressources

### Ressources naturelles
Phosphates, houille, manganèse, bauxite, chromate, pétrole, gaz, forêts, énergie hydraulique.

### Exploitation du sol
- Terre arables : 58%
- Cultures permanentes : 4 %
- Pâturages : 1 %
- Forêts : 30 %
- Autres : 48 % (est. 1993)
- Terres irriguées : 18 600 km2 (est. 1993)